# Hans Haberhauffe

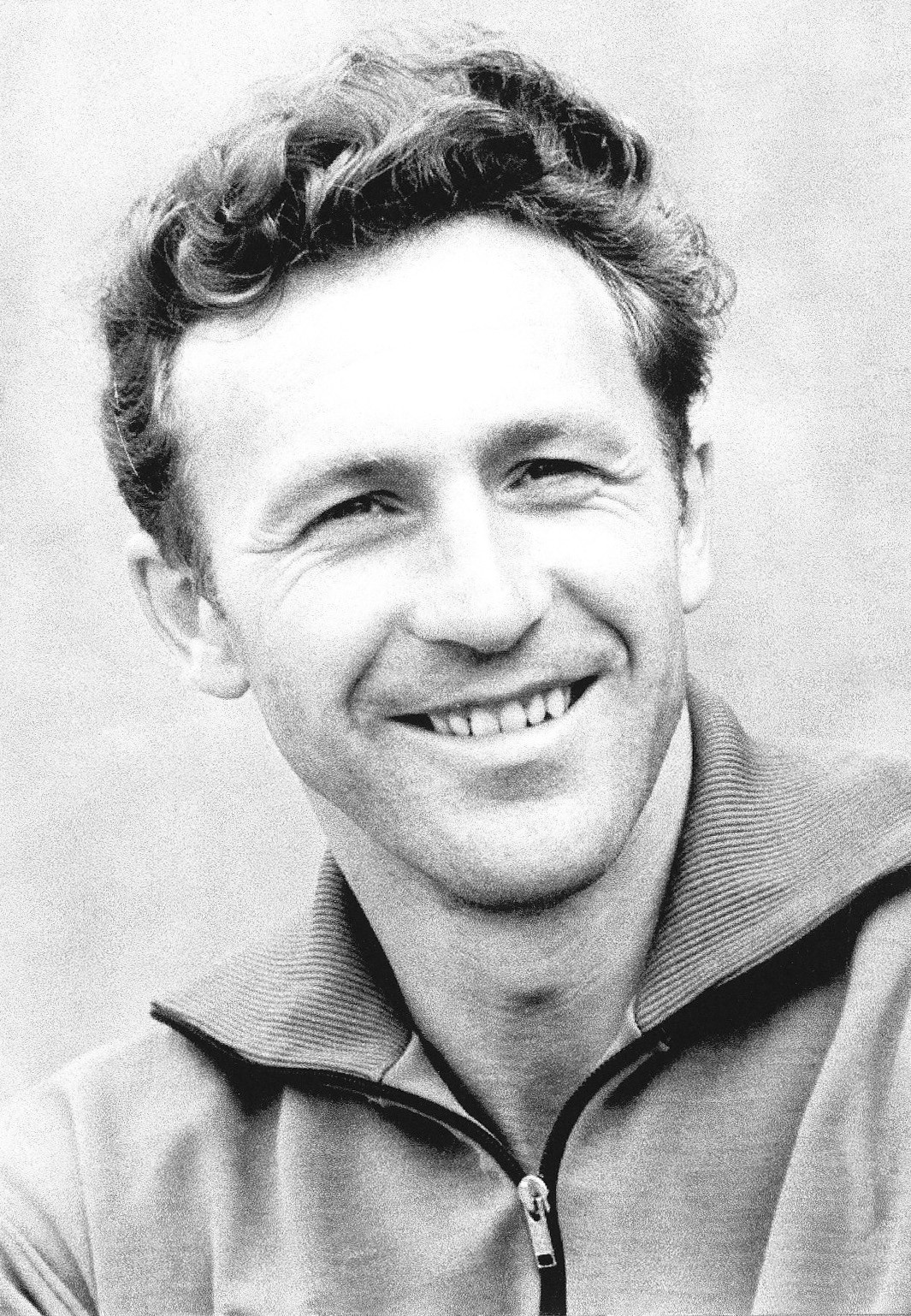
Hans Haberhauffe (ca. 1960)

Hans Haberhauffe (* 6. Februar 1933 in Schönebeck; † 11. Februar 2015 in Berlin) war ein deutscher Handballspieler und -trainer sowie Fußballtrainer. Haberhauffe wurde auf der Position Rechtsaußen eingesetzt. In seine aktive Zeit fiel der Wechsel des Handballs vom Großfeld in die Halle.

## Leben
Haberhauffe begann bereits 1947 mit dem Handball in seiner Geburtsstadt Schönebeck. Er spielte ab 1952 für Motor Fermersleben, 1956 wechselte er zum ASK Vorwärts Berlin.
Hans Haberhauffe spielte in der gemeinsamen deutschen Mannschaft, die bei der Feldhandball-Weltmeisterschaft (WM) 1959 Weltmeister wurde, sowie bei der Hallenhandball-WM 1961 (4. Platz). Für die Männer-Handballnationalmannschaft der DDR spielte er bei der Feldhandball-Weltmeisterschaft (WM) 1963, bei der er mit der Mannschaft der DDR wieder Weltmeister wurde. Insgesamt bestritt er 79 Länderspiele und erzielte dabei 211 Tore.
Haberhauffe beendete 1966 seine aktive Sportkarriere und wurde nach einem Studium an der DHfK Leipzig Handballtrainer. Zusammen mit Günter Böttger erreichte er mit seinem 1969 von Berlin nach Frankfurt (Oder) gewechselten ASK Vorwärts Frankfurt 1974 den DDR-Meistertitel. Anschließend wurde er Cheftrainer der Sportmannschaft Handball. Im August 1976 wechselte Hans Haberhauffe vom Cheftrainer der Handballspieler des ASK zum Cheftrainer der Fußballspieler der Mannschaft FC Vorwärts Frankfurt. Nach dem Oberliga-Abstieg des FC Vorwärts Frankfurt 1978 wechselte er ins Komitee der ASV Vorwärts, wo er als Betreuer des ASK Rostock tätig war. Er schied 1981 aus der Nationalen Volksarmee (NVA) und war bis 1987 DDR-Verbandstrainer der Handball-Junioren. Als Geschäftsführer des Bezirksfachausschusses Handball (BFA) Berlin (Ost) ab 1989 organisierte er 1990 den Zusammenschluss mit dem Handballverband Berlin (West) und wurde dessen neuer Geschäftsführer.
Haberhauffe war gelernter Maschinenschlosser und Diplom-Sportlehrer. Bei der Armeesportvereinigung (ASV) war er zuletzt im Rang eines Oberstleutnants tätig. Haberhauffe starb fünf Tage nach seinem 82. Geburtstag in Berlin.

## Auszeichnungen
- 1959 und 1975 Ehrentitel Verdienter Meister des Sports
- 1963 Vaterländischer Verdienstorden in Bronze[8]

## Belege
1. ↑  Statistik auf www.ihf.info (PDF; 93 kB)
2. ↑  Statistik auf www.dhb.de
3. ↑  Statistik auf www.ihf.info (PDF; 77 kB)
4. ↑  „Fußball-Experiment missglückt“. In: Märkische Oderzeitung. 10. Februar 2008 (moz.de).
5. ↑  Berliner Zeitung, 29. März 1966, S. 7.
6. ↑  Nachruf im Neuen Deutschland, 28. Februar 2015, S. 20.
7. ↑  Ex-Weltmeister Haberhauffe tot. Meldung auf sport1.de vom 25. Februar 2015 (abgerufen am 26. März 2015).
8. ↑  Weltmeister und Friedensfahrer von Walter Ulbricht geehrt, In: Berliner Zeitung, 27. Juni 1963, S. 9

| Personendaten    | Personendaten                                                 |
| ---------------- | ------------------------------------------------------------- |
| NAME             | Haberhauffe, Hans                                             |
| KURZBESCHREIBUNG | deutscher Handballspieler und Handballtrainer, Fußballtrainer |
| GEBURTSDATUM     | 6. Februar 1933                                               |
| GEBURTSORT       | Schönebeck                                                    |
| STERBEDATUM      | 11. Februar 2015                                              |
| STERBEORT        | Berlin                                                        |